# ISO 3166-2:MM
Die Liste der ISO-3166-2-Codes für  Myanmar enthält die Codes für die sieben Staaten (States), sieben Regionen (Regions, ehemals Divisions) und ein Unionsterritorium.
Die Codes bestehen aus zwei Teilen, die durch einen Bindestrich voneinander getrennt sind. Der erste Teil gibt den Landescode gemäß ISO 3166-1 (für  Myanmar MM), der zweite den Code für die Verwaltungseinheit wieder.

States und Regions in Myanmar

Der aktuelle Landescode wurde im November 2014 zuletzt aktualisiert.

## Kodierliste

### Staaten
| Staat          | Code  |
| -------------- | ----- |
| Chin-Staat     | MM-14 |
| Kachin-Staat   | MM-11 |
| Kayah-Staat    | MM-12 |
| Kayin-Staat    | MM-13 |
| Mon-Staat      | MM-15 |
| Rakhaing-Staat | MM-16 |
| Shan-Staat     | MM-17 |

### Regionen
| Region      | Code  |
| ----------- | ----- |
| Bago        | MM-02 |
| Irawadi     | MM-07 |
| Magwe       | MM-03 |
| Mandalay    | MM-04 |
| Sagaing     | MM-01 |
| Tanintharyi | MM-05 |
| Yangon      | MM-06 |

### Unionsterritorium
| Unionsterritorium | Code  |
| ----------------- | ----- |
| Naypyidaw         | MM-18 |